# Усойка
Усойка е село в Югозападна България. То се намира в община Бобошево, област Кюстендил, и разполага с жп спирка по линията София-Благоевград-Кулата. До Кюстендил се стига с връзка от гара Радомир.

## Население
Численост и дял на етническите групи според преброяването на населението през 2011 г.:
|                     | Численост | Дял (в %) |
| Общо                | 419       | 100,00    |
| Българи             | 419       | 100,00    |
| Турци               | 0         | 0,00      |
| Цигани              | 0         | 0,00      |
| Други               | 0         | 0,00      |
| Не се самоопределят | 0         | 0,00      |
| Неотговорили        | 0         | 0,00      |